# Шильяно
Шильяно (итал. Scigliano) — Коммуна в Италии, располагается в регионе Калабрия, подчиняется административному центру Козенца (провинция).
Население составляет 1583 человека (на г.), плотность населения составляет 93 чел./км². Занимает площадь 17 км². Почтовый индекс — 87057. Телефонный код — 0984.
Покровителем населённого пункта считается Иосиф Обручник. Праздник ежегодно празднуется 19 марта.